# Ferdinand Bollinger

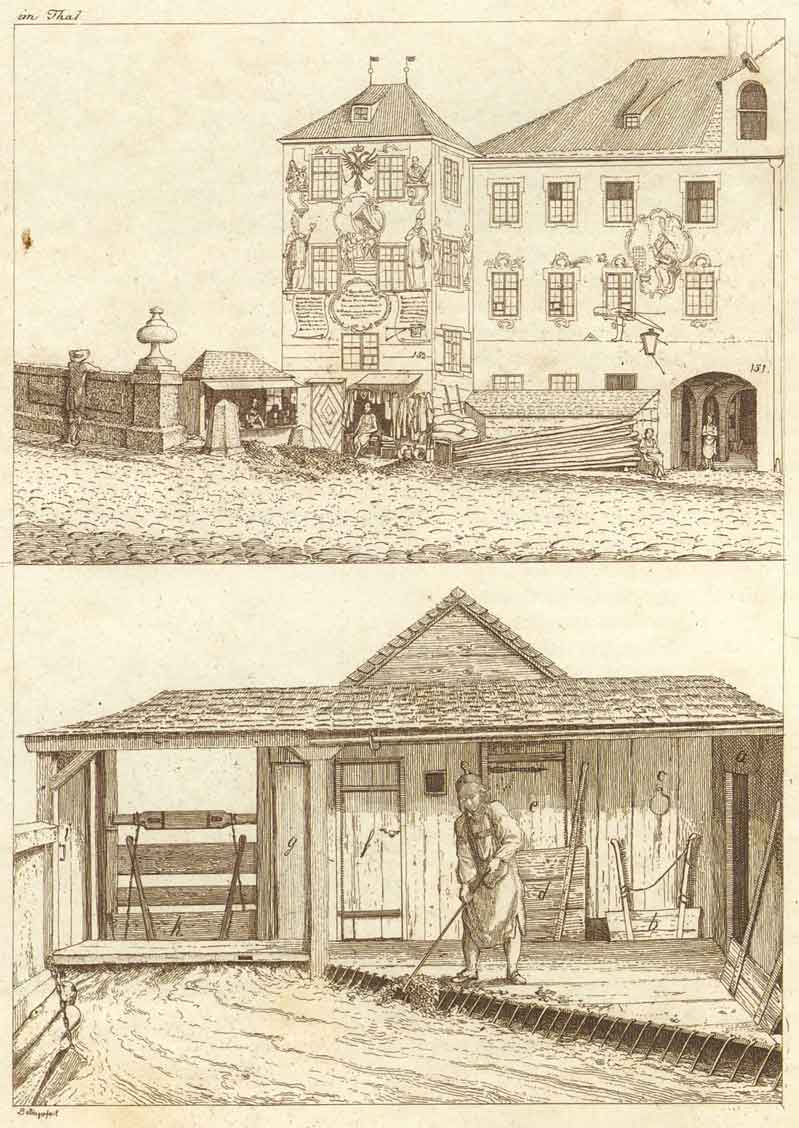
Bäckerhaus im Tal mit der Hochbrückmühle, Ferdinand Bollinger, 1805

Ferdinand Bollinger  war ein deutscher Radierer und Lithograf des 19. Jahrhunderts. Tätig war er zwischen 1805 und 1820 in Bayern, vorwiegend in München.
Bollinger fertigte Lithografien nach Zeichnungen anderer Künstler an. Bekannt wurde er vor allem durch seine Radierungen von Münchner Veduten.

## Werke
- Am Stachus
- Radierungen der vier Stadttore Münchens, 1805
- Gumperts Badehaus am Glockenbach, 1805
- Bäckerhaus im Tal mit Hochbrückmühle, 1805
- Landshut mit Maxwehr, Kupferstich, 1814
- Das obere Durchlaßwehr in Landshut, kolorierter Kupferstich, 1814